# Norman Jewison
Norman Jewison est un réalisateur, scénariste et producteur canadien, né le 21 juillet 1926 à Toronto (Canada) et mort le 20 janvier 2024 à Los Angeles (Californie). 
Il est notamment connu pour avoir réalisé Le Kid de Cincinnati (1965) et L'Affaire Thomas Crown (1968) avec Steve McQueen, Dans la chaleur de la nuit (1967) avec Sidney Poitier, Rollerball (1975) avec James Caan, Hurricane Carter (1999) avec Denzel Washington, ainsi que les films musicaux Un violon sur le toit (1971) et Jesus Christ Superstar (1973).
Il a reçu l'Ours d'argent de la meilleure réalisation pour Éclair de lune au Festival de Berlin 1988.

## Biographie

### Jeunesse et études
Norman Frederick Jewison naît le 21 juillet 1926 à Toronto au Canada. Son père, Percy Joseph Jewison (1890–1974), est propriétaire d'une épicerie - bureau de poste. Sa mère, Dorothy Irene Weaver, est femme au foyer. Après des études au Malvern Collegiate Institute, il sert dans la Marine royale canadienne durant la Seconde Guerre mondiale, puis intègre le Victoria College de l'université de Toronto dont il sort diplômé en 1949. 

### Carrière

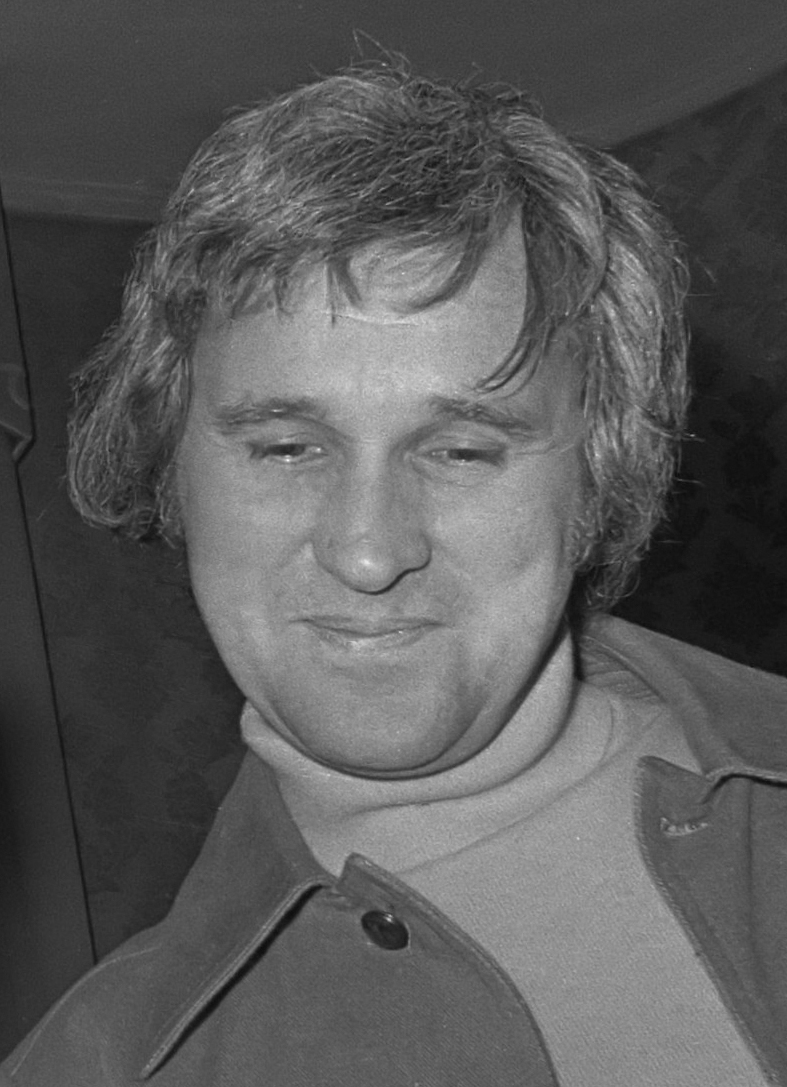
Norman Jewison en 1971.

Au début des années 1950, il participe à l'écriture d'émissions pour enfants à Londres puis à Toronto pour CBC Television. Il se voit confier ses premières réalisations sur des émissions de variétés comme The Big Revue, The Wayne & Shuster Show ou The Barris Beat avant d'être remarqué par la chaîne américaine CBS à New York qui lui fait signer en 1958 un contrat de trois ans afin de relancer l'émission musicale Your Hit Parade. Il réalise également des émissions spéciales avec Andy Williams, Harry Belafonte, Pat Boone et Danny Kaye. En 1960, il remporte un Emmy pour son documentaire musical The Fabulous Fifties. 
Tony Curtis et Janet Leigh le choisissent en 1962 pour diriger leur comédie Des ennuis à la pelle (40 Pounds of Trouble), puis c'est au tour de Doris Day pour Le Piment de la vie (The Thrill of It All) et Ne m'envoyez pas de fleurs (Send Me No Flowers) en 1963 et 1964. Il produit et réalise parallèlement l'émission de variétés The Judy Garland Show avec Judy Garland.
Jewison commence à attirer l'attention sur lui avec Le Kid de Cincinnati (1965), un film qui devait initialement être réalisé par Sam Peckinpah et dont Steve McQueen est la vedette.
Puis, il connaît son premier gros succès public en produisant et réalisant en 1966 la comédie Les Russes arrivent (The Russians Are Coming, the Russians Are Coming) qui lui vaut sa première nomination à l'Oscar du meilleur film, qu'il décroche l'année suivante pour Dans la chaleur de la nuit. Sidney Poitier et Rod Steiger se partagent la vedette dans ce film qui est une énigme policière mais aussi une dénonciation du racisme. Si son film obtient l'Oscar du meilleur film, Jewison lui-même ne remportera jamais celui de meilleur réalisateur malgré trois nominations. Par contre, il recevra le Irving G. Thalberg Memorial Award en 1999 pour sa carrière de producteur.
Il retrouve Steve McQueen sur L'Affaire Thomas Crown (1968), un de ses autres gros succès, avant de s'attaquer à l'adaptation filmée de deux monuments de la comédie musicale : Un violon sur le toit (1971) et Jesus Christ Superstar (1973). Parallèlement, il produit pour la United Artists, les films de jeunes réalisateurs dont Hal Ashby, Le Propriétaire (The Landlord) en 1970.
Jewison s'essaie ensuite à la science-fiction avec Rollerball (1975), une dystopie sur la violence-spectacle dans laquelle James Caan incarne le champion d'un jeu particulièrement brutal. Puis, Jewison dirige Sylvester Stallone dans FIST (1978), évocation des débuts du syndicalisme aux États-Unis par le truchement d'un personnage fictif fortement inspiré par Jimmy Hoffa, fondateur du syndicat des Teamsters. Il dirige aussi Al Pacino dans Justice pour tous (1979), portrait satirique du système de justice dans lequel Pacino incarne un avocat idéaliste, puis Goldie Hawn et Burt Reynolds dans la comédie romantique Best Friends (1982). 
En 1984, Jewison signe le thriller A Soldier's Story, version cinématographique d'une pièce du dramaturge noir Charles Fuller qui permet à nouveau à Jewison d'aborder le thème du racisme par le biais d'une enquête policière. Le personnage principal est incarné par Howard E. Rollins Jr. et on peut y voir un Denzel Washington débutant dans un de ses premiers rôles. Pour une troisième fois, Jewison récolte une nomination à l'Oscar du meilleur film.    
Il poursuit avec une autre adaptation d'une pièce de théâtre : Agnès de Dieu (Agnes of God, 1985), un drame de John Pielmeier, qui avait connu un grand succès sur scène. Jewison y dirige Jane Fonda, Anne Bancroft et Meg Tilly. Ces deux dernières verront leurs performances soulignées par une nomination aux Oscars.
Il reçoit une quatrième et dernière nomination en 1988 pour la comédie Éclair de lune (Moonstruck) avec Cher et Olympia Dukakis, qui remportent respectivement les Oscars de la meilleure actrice et de la meilleure actrice dans une second rôle. Le film est basé sur un scénario original écrit par le dramaturge John Patrick Shanley et met également en vedette Nicolas Cage. Éclair de lune est accueilli chaleureusement par la critique avant de connaitre un réel succès populaire.  
Les films suivants de Jewison n'ont pas le même impact. Il dirige Bruce Willis dans Un héros comme tant d'autres (In Country, 1989), Danny de Vito dans Larry le liquidateur, Robert Downey Jr. dans Only You (1994), Whoopi Goldberg et Gérard Depardieu dans Bogus (1996).  
Il retrouve ensuite Denzel Washington dans Hurricane Carter (The Hurricane). Cette reconstitution d'une cause judiciaire célèbre ayant impliqué le boxeur Rubin « Hurricane » Carter, donne à Jewison une nouvelle occasion de traiter du racisme et de la justice. Malgré une certaine controverse quant à son exactitude, le film récolte de bonnes critiques et, pour son interprétation du boxeur, Denzel Washington sera en lice pour un Oscar.
En 2003, Jewison présente ce qui sera son dernier film Crime contre l'humanité (The Statement). Le film, adaptation d'un livre du romancier Brian Moore inspiré de l'affaire Paul Touvier, retrace la traque d'un ancien milicien du régime de Vichy ayant échappé à l'épuration et refait sa vie dans l'anonymat. Michael Caine tient le rôle principal aux côtés de Tilda Swinton, Alan Bates et Charlotte Rampling.
Il a publié en 2004 son autobiographie, This Terrible Business Has Been Good to Me.

### Mort
Norman Jewison meurt le 20 janvier 2024 à son domicile de Los Angeles, à l'âge de 97 ans.

### Vie privée
Norman Jewison épouse le 11 juillet 1953 Margaret Ann Dixon ; le couple a trois enfants, Kevin, Michael et Jennifer. Après la mort de sa femme en 2004, il se remarie en 2010 avec Lynne St. David. 

## Filmographie

### Cinéma

#### En tant que réalisateur
- 1962 : Des ennuis à la pelle (40 Pounds of Trouble)
- 1963 : Le Piment de la vie (The Thrill of It All)
- 1964 : Ne m'envoyez pas de fleurs (Send Me No Flowers)
- 1965 : Gare à la peinture (The Art of Love)
- 1965 : Le Kid de Cincinnati (The Cincinnati Kid)
- 1966 : Les Russes arrivent (The Russians Are Coming, the Russians Are Coming)
- 1967 : Dans la chaleur de la nuit (In the Heat of the Night)
- 1968 : L'Affaire Thomas Crown (The Thomas Crown Affair)
- 1969 : Gaily, Gaily
- 1971 : Un violon sur le toit (Fiddler on the Roof)
- 1973 : Jesus Christ Superstar - également scénariste
- 1975 : Rollerball
- 1978 : FIST - également scénariste (non crédité)
- 1979 : Justice pour tous (...And Justice for All)
- 1982 : Best Friends
- 1984 : A Soldier's Story
- 1985 : Agnès de Dieu (Agnes of God)
- 1987 : Éclair de lune (Moonstruck)
- 1989 : Un héros comme tant d'autres (In Country)
- 1991 : Larry le liquidateur (Other People's Money)
- 1994 : Only You
- 1996 : Bogus
- 1999 : Hurricane Carter (The Hurricane)
- 2003 : Crime contre l'humanité (The Statement)

### En tant que producteur
- 1966 : Les Russes arrivent (The Russians Are Coming, the Russians Are Coming)
- 1968 : L'Affaire Thomas Crown (The Thomas Crown Affair)
- 1969 : Gaily, Gaily
- 1970 : Le Propriétaire (The Landlord) d'Hal Ashby
- 1971 : Un violon sur le toit (Fiddler on the Roof)
- 1973 : Jesus Christ Superstar
- 1974 : Un colt pour une corde (Billy Two Hats) de  Ted Kotcheff
- 1975 : Rollerball
- 1978 : FIST
- 1979 : Justice pour tous (...And Justice for All)
- 1981 : Les Chiens de guerre (The Dogs of War) de John Irvin
- 1982 : Best Friends
- 1984 : Iceman de Fred Schepisi
- 1984 : A Soldier's Story
- 1985 : Agnès de Dieu (Agnes of God)
- 1987 : Éclair de lune (Moonstruck)
- 1989 : Calendrier meurtrier (January Man) de Pat O'Connor
- 1989 : Un héros comme tant d'autres (In Country)
- 1991 : Larry le liquidateur (Other People's Money)
- 1994 : Only You
- 1995 : Dance Me Outside de Bruce McDonald
- 1996 : Bogus
- 1999 : Hurricane Carter (The Hurricane)
- 2003 : Crime contre l'humanité (The Statement)

#### En tant qu'acteur
- 1949 : Canadian Pacific d'Edwin L. Marin : Joe Podge (non crédité)
- 1970 : Le Propriétaire (The Landlord) d'Hal Ashby (non crédité)
- 1973 : Jesus Christ Superstar (non crédité)
- 1983 : Fräulein Berlin de Lothar Lambert : lui-même (témoignage)
- 1994 : A Century of Cinema de Caroline Thomas : lui-même (témoignage)
- 1996 : Les Stupides (The Stupids) de John Landis : le réalisateur télé
- 1996 : An Alan Smithee Film : lui-même (non crédité)

### Télévision

#### En tant que réalisateur
- 1952 : The Big Revue (émission de variétés)
- 1954 : The Wayne & Shuster Show (émission de variétés)
- 1954 : The Denny Vaughan Show (émission de variétés)
- 1956 : The Barris Beat (émission de variétés)
- 1958 : The Adventures of Chich (série télévisée)
- 1958 : Your Hit Parade (émission de variétés)
- 1959 : The Big Party (émission de variétés)
- 1959 : The Chevy Showroom Starring Andy Williams (émission de variétés)
- 1959 : The Revlon Revue : Tonight With Belafonte (émission de variétés)
- 1960 : The Secret World of Eddie Hodges (téléfilm)
- 1960 : An Hour with Danny Kaye (émission de variétés)
- 1961 : The Million Dollar Incident (en) (téléfilm)
- 1961 : Bulova Watch Time with Pat Boone (émission de variétés)
- 1961 : Belafonte, New York 19 (émission de variétés)
- 1962 : The Judy Garland Show (émission de variétés)
- 1962 : The Broadway of Lerner and Loewe (émission de variétés)
- 1995 : Picture Windows, épisode Soir bleu (série télévisée)
- 1999 : The 20th Century: Funny Is Money (téléfilm)
- 2001 : Dinner with Friends (téléfilm)

### En tant que producteur
- 1952 : Let's See (série télévisée)
- 1954 : On Stage (série télévisée)
- 1956 : The Barris Beat (émission de variétés)
- 1959 : The Revlon Revue : Tonight With Belafonte (émission de variétés)
- 1960 : The Secret World of Eddie Hodges (téléfilm)
- 1962-1963 : The Judy Garland Show (émission de variétés)
- 1962 : The Broadway of Lerner and Loewe (émission de variétés)
- 1981 : 53e cérémonie des Oscars (The 53rd Annual Academy Awards)
- 1993 : Geronimo de Roger Young (téléfilm)
- 1995 : Picture Windows (série télévisée)
- 1996 : The Rez (série télévisée)
- 2001 : Walter and Henry (téléfilm)
- 2001 : Dinner with Friends (téléfilm)

## Distinctions
- 1981 : Officier dans l'ordre du Canada (OC)
- 1988 : étoile sur le Hollywood Walk of Fame devant le 7000 Hollywood Blvd.
- 1991 : Compagnon dans l'ordre du Canada (CC)

### Récompenses
- BAFA 1968 : United Nations Awards pour Dans la chaleur de la nuit

- Festival de Berlin 1988 : Meilleur réalisateur pour Éclair de lune

- Oscars 1999 : Irving G. Thalberg Memorial Award

- Directors Guild of Canada Awards 2002 : prix pour l'ensemble de sa carrière

### Nominations
- BAFA 1967 : United Nations Awards pour Les Russes arrivent
- Oscars 1967 : Meilleur film pour Les Russes arrivent

- BAFA 1968 : Meilleur réalisateur pour Dans la chaleur de la nuit
- Golden Globes 1968 : 
  - Meilleur réalisateur pour Dans la chaleur de la nuit
  - Meilleur film pour Dans la chaleur de la nuit
- Oscars 1968 : Meilleur réalisateur pour Dans la chaleur de la nuit

- Golden Globes 1972 : Meilleur réalisateur pour Un violon sur le toit
- Oscars 1972 : 
  - Meilleur réalisateur Un violon sur le toit
  - Meilleur film pour Un violon sur le toit

- Oscars 1985 : Meilleur film pour A Soldier's Story

- Festival de Berlin 1988 : Meilleur film pour Éclair de lune
- Oscars 1988 : 
  - Meilleur réalisateur Éclair de lune
  - Meilleur film pour Éclair de lune

- Golden Globes 2000 : Meilleur réalisateur pour Hurricane Carter

## Anecdotes
- Norman Jewison apparaît habillé en prêtre sur une photo en noir et blanc dans son dernier film, Crime contre l'humanité (The Statement)[réf. nécessaire].